# Lista odcinków serialu Pokojówki z Beverly Hills
Poniżej znajduje się lista odcinków serialu telewizyjnego Pokojówki z Beverly Hills – emitowanego przez amerykańską stację telewizyjną  Lifetime od 23 czerwca 2013 roku. W Polsce jest emitowany od 16 lutego 2014 roku przez stację Fox Life
| Sezon | Sezon | Liczba odcinków | Premiera amerykańska    | Polska premiera         | Wydanie DVD   |
| ----- | ----- | --------------- | ----------------------- | ----------------------- | ------------- |
|       | 1     | 13              | 13.06.2013 − 22.09.2013 | 16.02.2014 − 11.05.2014 | 18 marca 2014 |
|       | 2     | 13              | 20.04.2014 − 13.07.2014 | 12.08.2014 − 04.11.2014 | brak danych   |
|       | 3     | 13              | 01.06.2015 − 24.08.2015 | 5.08.2015 − 30.09.2015  | brak danych   |
|       | 4     | 10              | 06.06.2016 − 08.08.2016 | 28.08.2016 − 30.10.2016 | brak danych   |

## Sezon 1 (2013)
| Nr | #  | Tytuł                   | Polski tytuł               | Reżyseria        | Scenariusz              | Premiera Lifetime | Premiera Fox Life |
| --- | -- | ----------------------- | -------------------------- | ---------------- | ----------------------- | ----------------- | ----------------- |
| 1 | 1  | Pilot                   | Morderstwo w Beverly Hills | Paul McGuigan    | Marc Cherry             | 23 czerwca 2013   | 16 lutego 2014    |
| Flora Hernandez została zamordowana. Była pokojówką w domu Evelyn i Adriana Powell. Zmarła od ciosów nożem tuż po tym jak pani domu powiedziała jej by przestała uprawiać seks z jej mężem. Adrian nie poparł jej, dlatego napisała list w którym zawarła informację, że została zgwałcona. O morderstwo został posądzony młody kelner Eddie, gdyż chwilę po zdarzeniu widziano go z zakrwawionym nożem. Zoila Diaz pracowała w domu bogatej Genevieve Delatour, która właśnie przeżyła załamanie nerwowe. By uniknąć depresji, Valentina – córka Zoily – zaproponowała by Remi, który był synem Genevieve, zamieszkał z matką. Sama postanowiła go uwieść. Rosie Falta pracowała dla małżeństwa gwiazd telewizji, państwa Westmore, także jako niania ich dzieci. Zostawiła swoje małe dziecko w Meksyku pod opieką matki. Teraz znalazła adwokata, który pomógł by go wprowadzić. Peri Westmore nie chciała jej dać wolnego dopóki Rosie skłamała jej, że syn powiedział do pokojówki "mama". Carmen Luna to pokojówka gwiazdy latynoskiej sceny muzycznej. Sama też była piosenkarką i pracowała nad tym by podrzucić swoją płytę pracodawcy. By to zrobić, wyeliminowała przez przypadek swą zwierzchniczkę, Odessę Burakovą. Tymczasem Marisol Suarez, jako Marisol Duarte, zatrudniła się jako pomoc domowa w domu Michaela i Taylor Stappord. Ona była sceptyczna do Marisol, ale Latynoska zyskała jej uznanie, gdy brutalnie wyprowadziła Olivię Rice, byłą żonę jej męża. Marisol poznała też Evelyn i Adriana a ten zainteresował się kobietą. Następnie odwiedziła Eddiego w więzieniu. Marisol okazała się jego matką i pracowała nad tym by oczyścić syna z zarzutów. |    |                         |                            |                  |                         |                   |                   |
| 2 | 2  | Setting the Table       | Nakrywanie do stołu        | Rob Bailey       | Marc Cherry             | 30 czerwca 2013   | 23 lutego 2014    |
| 3 | 3  | Wiping Away the Past    | Wymazywanie przeszłości    | Rob Bailey       | Victor Levin            | 7 lipca 2013      | 2 marca 2014      |
| 4 | 4  | Making Your Bed         | Ścielenie łóżka            | David Warren     | John Paul Bullock III   | 14 lipca 2013     | 9 marca 2014      |
| 5 | 5  | Taking Out the Trash    | Wyrzucanie śmieci          | David Warren     | Gloria Calderon Kellett | 21 lipca 2013     | 16 marca 2014     |
| 6 | 6  | Walking the Dog         | Wyprowadzanie psa          | Tawnia McKiernan | Brian Tanen             | 28 lipca 2013     | 23 marca 2014     |
| 7 | 7  | Taking a Message        | Odbieranie wiadomości      | Tawnia McKiernan | Tanya Saracho           | 4 sierpnia 2013   | 30 marca 2014     |
| 8 | 8  | Minding the Baby        | Tęsknota za dzieckiem      | Tara Nicole Weyr | Gloria Calderon Kellett | 11 sierpnia 2013  | 6 kwietnia 2014   |
| 9 | 9  | Scrambling the Eggs     | Smażenie jajecznicy        | Tara Nicole Weyr | Tanya Saracho           | 18 sierpnia 2013  | 13 kwietnia 2014  |
| 10 | 10 | Hanging the Drapes      | Wieszanie zasłon           | John Scott       | Brian Tanen             | 25 sierpnia 2013  | 20 kwietnia 2014  |
| 11 | 11 | Cleaning Out the Closet | Opróżnianie szafy          | John Scott       | Victor Levin            | 8 września 2013   | 27 kwietnia 2014  |
| 12 | 12 | Getting Out the Blood   | Wywabianie krwi            | Larry Shaw       | Marc Cherry             | 15 września 2013  | 4 maja 2014       |
| 13 | 13 | Totally Clean           | Posprzątane                | Larry Shaw       | Marc Cherry             | 22 września 2013  | 11 maja 2014      |

## Sezon 2 (2014)
9 stycznia 2014 został zamówiony drugi sezon z 13 odcinkami,
| Nr | #  | Tytuł                             | Polski tytuł                 | Reżyseria        | Scenariusz      | Premiera Lifetime | Premiera Fox Life    |
| -- | -- | --------------------------------- | ---------------------------- | ---------------- | --------------- | ----------------- | -------------------- |
| 14 | 1  | An Ideal Husband                  | Mąż idealny                  | Marc Cherry      | Eva Longoria    | 20 kwietnia 2014  | 12 sierpnia 2014     |
| 15 | 2  | The Dark at the Top of the Stairs | Ciemność na szczycie schodów | Tawnia McKiernan | Brian Tanen     | 27 kwietnia 2014  | 19 sierpnia 2014     |
| 16 | 3  | Dangerous Liaisons                | Niebezpieczne związki        | Tawnia McKiernan | Curtis Kheel    | 4 maja 2014       | 26 sierpnia 2014     |
| 17 | 4  | Crimes of the Heart               | Zbrodnie z serca             | David Warren     | Carol Leifer    | 11 maja 2014      | 2 września 2014      |
| 18 | 5  | The Bad Seed                      | Złe nasienie                 | David Warren     | Elle Triedman   | 18 maja 2014      | 9 września 2014      |
| 19 | 6  | Private Lives                     | Życie osobiste               | Tara Nicole Weyr | Michal Zebede   | 25 maja 2014      | 16 września 2014     |
| 20 | 7  | Betrayal                          | Zdrada                       | Tara Nicole Weyr | David Grubstick | 1 czerwca 2014    | 23 września 2014     |
| 21 | 8  | Night, Mother                     | [Do]branoc, matko            | David Warren     | Michal Zebede   | 8 czerwca 2014    | 30 września 2014     |
| 22 | 9  | The Visit                         | Wizyta                       | David Warren     | Elle Triedman   | 15 czerwca 2014   | 7 października 2014  |
| 23 | 10 | Long Day's Journey Into Night     | Długa podróż ku nocy         | John Scott       | Curtis Kheel    | 22 czerwca 2014   | 14 października 2014 |
| 24 | 11 | You Can't Take It With You        | Nie możesz tego wziąć        | John Scott       | Carol Leifer    | 29 czerwca 2014   | 21 października 2014 |
| 25 | 12 | Proof                             | Dowód                        | David Grossman   | Brian Tanen     | 6 lipca 2014      | 28 października 2014 |
| 26 | 13 | Look Back In Anger                | Wściekłe spojrzenie          | David Grossman   | Matt Berry      | 13 lipca 2014     | 4 listopada 2014     |

## Sezon 3 (2015)
Edy Ganem − aktorka grająca postać Valentiny − potwierdziła, że trzeci sezon powstanie.
7 lutego 2015 roku rozpoczęto kręcenie 3. serii serialu.
| Nr | #  | Tytuł                 | Polski tytuł            | Reżyseria           | Scenariusz                        | Premiera Lifetime | Premiera Fox Polska |
| -- | -- | --------------------- | ----------------------- | ------------------- | --------------------------------- | ----------------- | ------------------- |
| 27 | 1  | Awakenings            | Przebudzenia            | David Warren        | Marc Cherry Brian Tanen           | 1 czerwca 2015    | 5 sierpnia 2015     |
| 28 | 2  | From Here to Eternity | Stąd do wieczności      | David Warren        | Curtis Kheel                      | 8 czerwca 2015    | 5 sierpnia 2015     |
| 29 | 3  | The Awful Truth       | Okropna prawda          | Gil Junger          | Ric Swartzlander                  | 15 czerwca 2015   | 12 sierpnia 2015    |
| 30 | 4  | Since You Went Away   | Odkąd wyjechałaś        | Gil Junger          | Davah Avena                       | 22 czerwca 2015   | 12 sierpnia 2015    |
| 31 | 5  | The Talk of the Town  | Plotki na mieście       | Tara Nicole Weyr    | Charise Castro Smith              | 29 czerwca 2015   | 19 sierpnia 2015    |
| 32 | 6  | She Done Him Wrong    | Źle mu uczyniła         | Tara Nicole Weyr    | David Grubstick                   | 6 lipca 2015      | 19 sierpnia 2015    |
| 33 | 7  | The Turning Point     | Punkt zwrotny           | Victor Nelli Junior | Charise Castro Smith              | 13 lipca 2015     | 26 sierpnia 2015    |
| 34 | 8  | Cries and Whispers    | Płacz i szepty          | Victor Nelli Junior | David Grubstick                   | 20 lipca 2015     | 2 września 2015     |
| 35 | 9  | Bad Girl              | Niegrzeczna dziewczynka | David Grossman      | Brian Tanen Davah Avena           | 27 lipca 2015     | 9 września 2015     |
| 36 | 10 | Whiplash              | Bicz                    | David Grossman      | Benjamin Wiggins Christian Spicer | 3 sierpnia 2015   | 9 września 2015     |
| 37 | 11 | Terms of Endearment   | Czułe słówka            | David Warren        | Ric Swartzlander                  | 10 sierpnia 2015  | 16 września 2015    |
| 38 | 12 | Suspicion             | Podejrzenia             | David Warren        | Curtis Kheel                      | 17 sierpnia 2015  | 23 września 2015    |
| 39 | 13 | Anatomy of a Murder   | Anatomia morderstwa     | Tara Nicole Weyr    | Brian Tanen                       | 24 sierpnia 2015  | 30 września 2015    |

## Sezon 4 (2016)
24 września 2015 roku telewizja Lifetime zamówiła kolejny sezon serialu, tym razem z 10 odcinkami.
Kilka tygodni po premierze finału 4. sezonu, serial został anulowany przez Lifetime. Decyzję ogłoszono 2 września 2016 roku.
| Nr | #  | Tytuł                      | Polski tytuł                       | Reżyseria      | Scenariusz              | Premiera Lifetime | Premiera Fox Polska  |
| -- | -- | -------------------------- | ---------------------------------- | -------------- | ----------------------- | ----------------- | -------------------- |
| 40 | 1  | Once More Unto the Bleach  | Po raz kolejny wybielanie          | David Warren   | Brian Tanen             | 6 czerwca 2016    | 28 sierpnia 2016     |
| 41 | 2  | Another One Wipes the Dust | Kolejne przetarcie kurzu           | David Warren   | Curtis Kheel            | 13 czerwca 2016   | 4 września 2016      |
| 42 | 3  | War and Grease             | Oleista wojna                      | Mary Lou Belli | Davah Avena             | 20 czerwca 2016   | 11 września 2016     |
| 43 | 4  | Sweeping With The Enemy    | Zamiatanie z wrogiem               | Mary Lou Belli | Ric Swartzlander        | 27 czerwca 2016   | 18 września 2016     |
| 44 | 5  | A Time to Spill            | Czas rozlania                      | David Grossman | Sheila Lawrence         | 4 lipca 2016      | 25 września 2016     |
| 45 | 6  | The Maid Who Knew Too Much | Pokojówka, która wiedziała za dużo | David Grossman | Jessica Kivnik          | 11 lipca 2016     | 2 października 2016  |
| 46 | 7  | Blood, Sweat, and Smears   | Krew, pot i smugi                  | Elodie Keene   | Davah Avena Amelia Sims | 18 lipca 2016     | 9 października 2016  |
| 47 | 8  | I Saw The Shine            | Ujrzałam błysk                     | Elodie Keene   | David Grubstick         | 25 lipca 2016     | 16 października 2016 |
| 48 | 9  | Much Ado About Buffing     | Wiele hałasu o polerowanie         | Victor Nelli   | Curtis Kheel            | 1 sierpnia 2016   | 23 października 2016 |
| 49 | 10 | Grime and Punishment       | Zanieczyszczenie i kara            | Victor Nelli   | Brian Tanen             | 8 sierpnia 2016   | 30 października 2016 |